# Eisbrecher (album)
Eisbrecher è il primo album in studio del gruppo Neue Deutsche Härte tedesco Eisbrecher, pubblicato il 26 gennaio 2004 dalla ZYX Music in Europa e dalla Dancing Ferret in Nord America.

## Tracce
1. Polarstern – 2:32
2. Herz steht still – 3:55
3. Willkommen im Nichts – 4:08
4. Schwarze Witwe – 3:52
5. Ruhe – 0:57
6. Angst? – 4:17
7. Fanatica – 3:22
8. Taub-stumm-blind – 5:14
9. Dornentanz – 4:14
10. Hoffnung – 2:17
11. Eisbrecher – 4:04
12. Frage – 4:20
13. Zeichen der Venus – 4:09
14. Mein Blut – 4:24
15. Sakrileg 11 – 4:22
16. Fanatica (Club Mix) – 5:15

## Formazione
- Alexander Wesselsky – voce
- Noel Pix – strumenti